# Ракшин, Дмитрий Сергеевич
Дмитрий Сергеевич Ракшин (14 ноября 1913 года — 9 января 1961 года) — командир пулемётного расчёта 132-го гвардейского стрелкового полка (42-я гвардейская стрелковая дивизия, 40-я армия, Воронежский фронт), гвардии старший сержант, Герой Советского Союза.

## Биография
Родился 14 ноября 1913 года в селе Леуза Уфимской губернии (ныне - Кигинский район Республики Башкортостан).
Русский. Образование неполное среднее — 7 классов школы. До призыва в армию работал трактористом в колхозе, шофёром в Саткинском леспромхозе Челябинской области.
В Красную Армию призван в апреле 1943 года Саткинским райвоенкоматом Челябинской области, на фронтах Великой Отечественной войны с мая 1943 года. Воевал на Воронежском и 1-м Украинском фронтах.
После войны жил на родине, работал шофёром, механиком гаража Саткинского леспромхоза.
Умер 9 января 1961 года. Похоронен в посёлке Ельничный Челябинской области.

## Подвиг
«Командир пулемётного расчёта 132-го гвардейского стрелкового полка (42-я гвардейская стрелковая дивизия, 40-я армия, Воронежский фронт) гвардии старший сержант Ракшин Д.С. в составе ударной группы одним из первых 28 сентября 1943 г. переправился через р. Днепр у с. Гребени Киевской области и особо отличился в боях за захват и расширение плацдарма на западном берегу реки. Будучи раненым, остался в строю».
Указом Президиума Верховного Совета СССР от 29 октября 1943 года за образцовое выполнение боевых заданий командования и проявленные при этом геройство и мужество гвардии старшему сержанту Ракшину Дмитрию Сергеевичу присвоено звание Героя Советского Союза с вручением ордена Ленина и медали «Золотая Звезда».

## Награды
- Медаль «Золотая Звезда» Героя Советского Союза (29.10.1943)[1];
- орден Ленина (29.10.1943);
- медаль «За отвагу» (01.09.1943)[2].